# Klosterkirche (Bebenhausen)

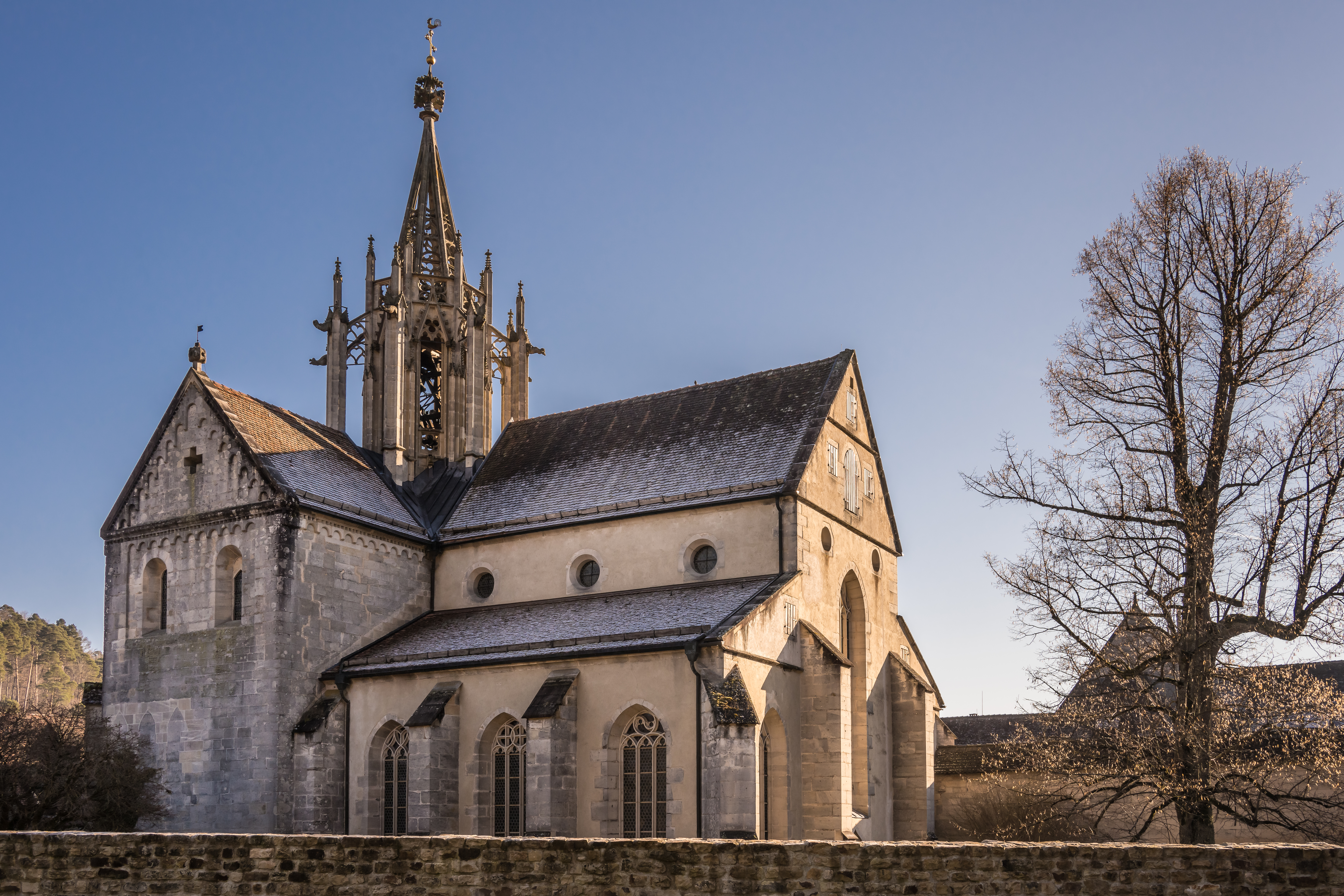
Klosterkirche in Bebenhausen

Die ehemalige Klosterkirche des Klosters Bebenhausen und heutige evangelische Pfarrkirche steht in Bebenhausen, einem Gemeindeteil von Tübingen im Landkreis Tübingen in  Baden-Württemberg. Sie gehört zur Evangelischen Landeskirche in Württemberg und ist beim Landesamt für Denkmalpflege Baden-Württemberg als Baudenkmal eingetragen, Sie war ursprünglich die Kirche der Zisterzienserabtei Bebenhausen.

## Beschreibung

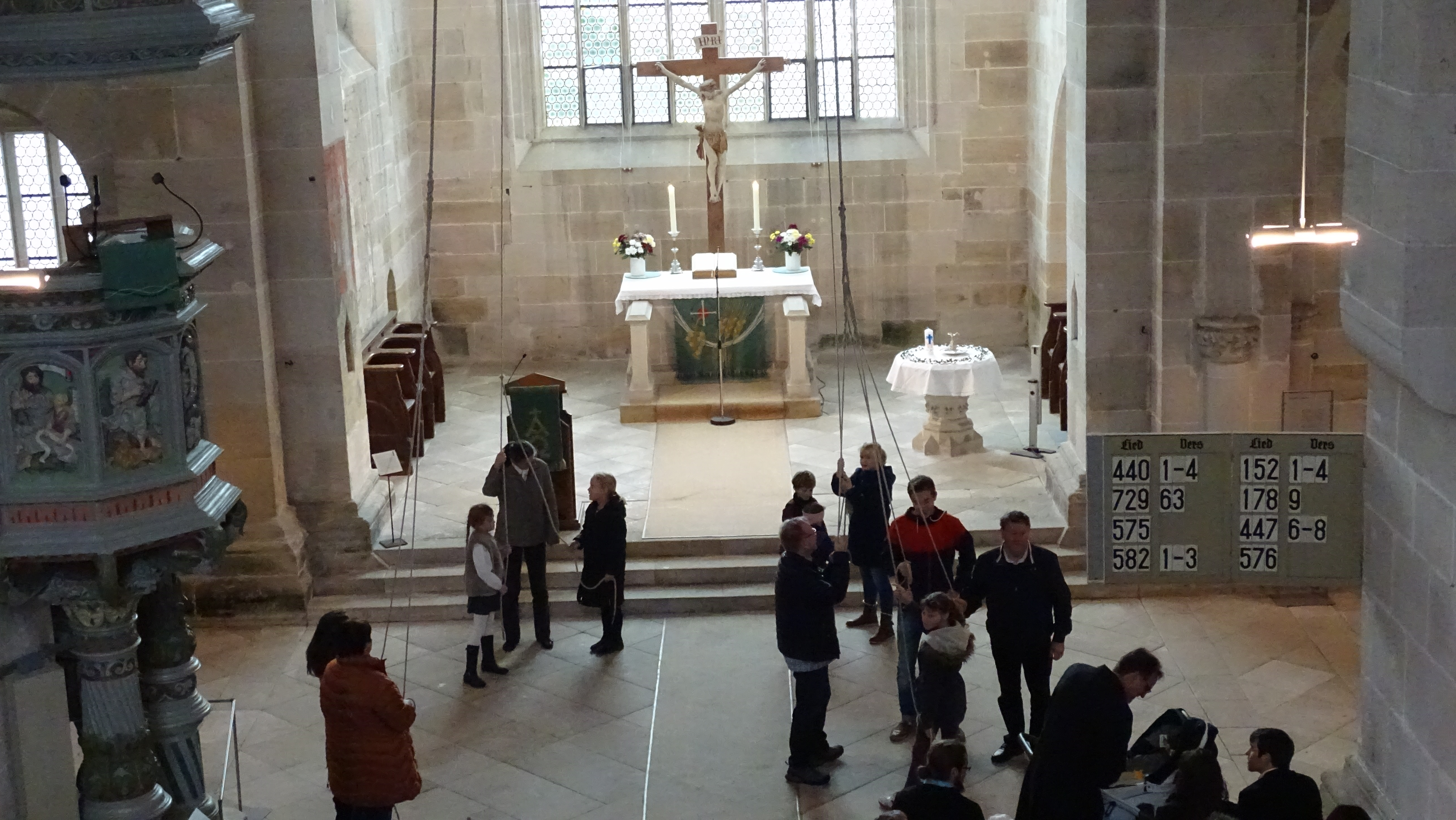
Die Glocken werden von Hand geläutet.

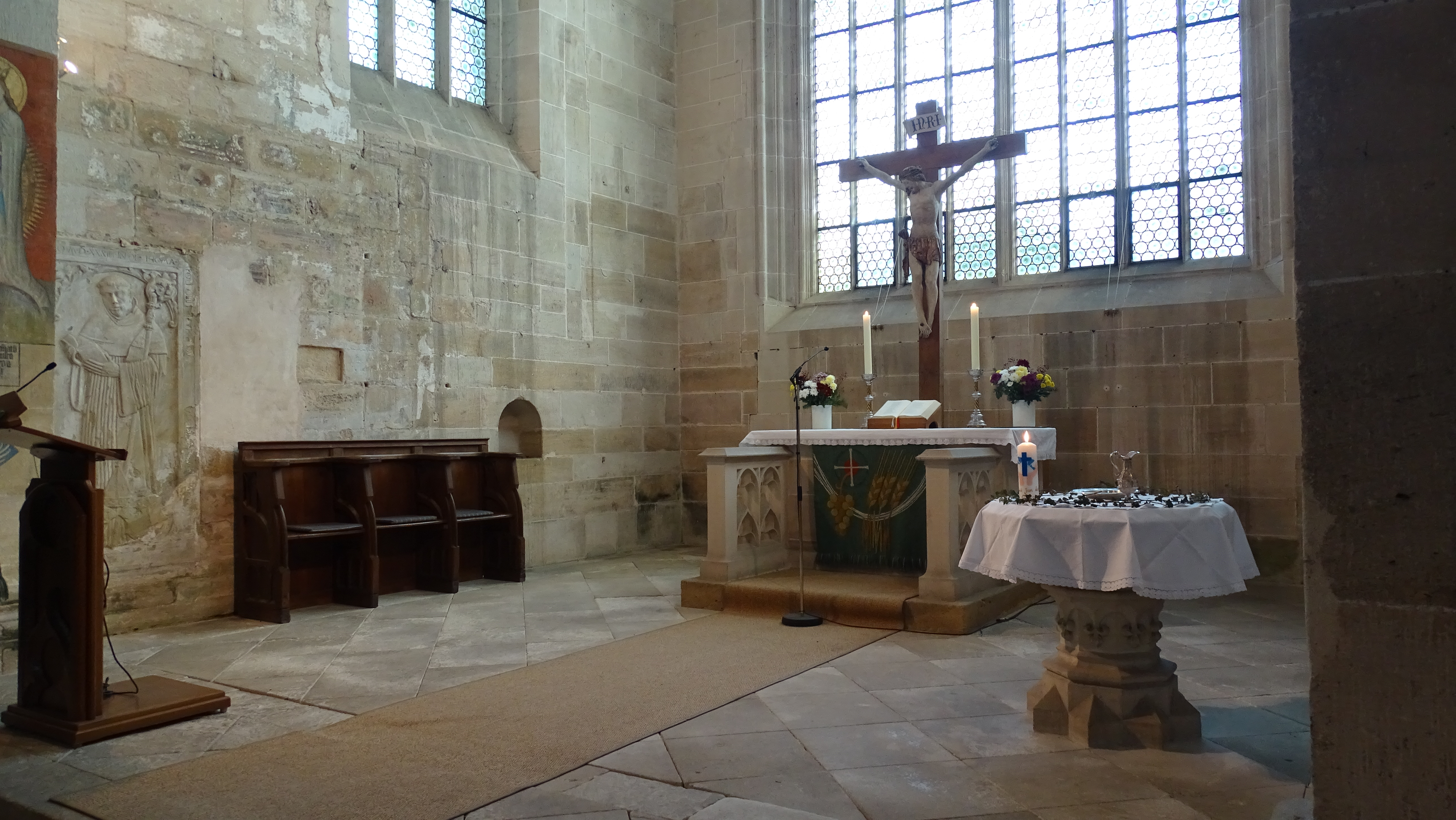

Mit dem Bau der Kreuzbasilika aus Quadermauerwerk wurde zwischen 1190 und 1228 begonnen. Zunächst wurden das Querschiff und der Chor in seinem Osten bis etwa zur halben Höhe errichtet. Anschließend wurde das Langhaus mit neun Jochen aus einem Mittelschiff und zwei Seitenschiffen gebaut und die östlichen Teile vollendet. Der mit einem durchbrochenen Helm bedeckte oktogonale Dachreiter, in dessen Glockenstuhl vier Kirchenglocken hängen, wurde der Vierung 1407–09 aufgesetzt. Das nördliche Querhaus und die Vierung wurden 1466/67 mit Sterngewölben überspannt, das südliche Querhaus und der Chor erst 1522. Die sechs westlichen Joche des Langhauses wurden 1566–68 abgebrochen. Das Mittelschiff des Langhauses wurde nach seiner Verkürzung innen mit einem Stichkappengewölbe bedeckt. Von der Kirchenausstattung des Mittelalters haben sich nur Reste erhalten, z. B. die um 1580 gebaute Kanzel. Die Orgel befindet sich auf der Empore im südlichen Querhaus.
Weiteres siehe:
- Kloster Bebenhausen#Heutige Nutzung